# Segunda División 1975/76
Die Segunda División 1975/76 war die 45. Spielzeit der zweithöchsten spanischen Fußballliga. Sie begann am 7. September 1975 und endete am 6. Juni 1976. Zwischen dem 20. und 27. Juni 1975 wurden die Relegationsspiele ausgetragen. Meister wurde Burgos CF.

## Vor der Saison
Die 20 Mannschaften trafen an 38 Spieltagen jeweils zweimal aufeinander. Die drei besten Mannschaften stiegen in die Primera División auf.
Die letzten vier Vereine stiegen direkt ab, die Teams auf den Plätzen 13 bis 16 mussten in der Relegation gegen den Abstieg kämpften.
Als Absteiger aus der Primera División nahmen CD Málaga, Celta Vigo und Real Murcia teil. Aus der Tercera División kamen CD Calvo Sotelo, Deportivo La Coruña, CD Ensidesa und CA Osasuna.

## Abschlusstabelle
| Pl. | Verein                  | Sp. | S  | U  | N  | Tore    | Diff. | Punkte |
| --- | ----------------------- | --- | -- | -- | -- | ------- | ----- | ------ |
| 1.  | Burgos CF               | 38  | 20 | 11 | 7  | 054:310 | +23   | 51:25  |
| 2.  | Celta Vigo (A)          | 38  | 19 | 11 | 8  | 042:220 | +20   | 49:27  |
| 3.  | CD Málaga (A)           | 38  | 21 | 5  | 12 | 075:390 | +36   | 47:29  |
| 4.  | Real Valladolid         | 38  | 16 | 11 | 11 | 044:270 | +17   | 43:33  |
| 5.  | Deportivo La Coruña (N) | 38  | 18 | 6  | 14 | 047:360 | +11   | 42:34  |
| 6.  | Barcelona Atlètic       | 38  | 13 | 15 | 10 | 046:470 | −1    | 41:35  |
| 7.  | CD Teneriffa            | 38  | 14 | 12 | 12 | 050:440 | +6    | 40:36  |
| 8.  | FC Córdoba              | 38  | 16 | 6  | 16 | 048:480 | ±0    | 38:38  |
| 9.  | Rayo Vallecano          | 38  | 16 | 4  | 18 | 048:490 | −1    | 36:40  |
| 10. | Recreativo Huelva       | 38  | 13 | 10 | 15 | 035:420 | −7    | 36:40  |
| 11. | CD Calvo Sotelo (N)     | 38  | 13 | 10 | 15 | 042:510 | −9    | 36:40  |
| 12. | CD Castellón            | 38  | 12 | 12 | 14 | 045:470 | −2    | 36:40  |
| 13. | FC Cádiz                | 38  | 13 | 9  | 16 | 046:430 | +3    | 35:41  |
| 14. | UE Sant Andreu          | 38  | 14 | 7  | 17 | 038:450 | −7    | 35:41  |
| 15. | Deportivo Alavés        | 38  | 12 | 10 | 16 | 033:460 | −13   | 34:42  |
| 16. | FC Terrassa (N)         | 38  | 12 | 10 | 16 | 035:450 | −10   | 34:42  |
| 17. | Real Murcia (A)         | 38  | 14 | 5  | 19 | 046:610 | −15   | 33:43  |
| 18. | CD Ensidesa (N)         | 38  | 11 | 11 | 16 | 031:460 | −15   | 33:43  |
| 19. | CA Osasuna (N)          | 38  | 14 | 5  | 19 | 047:580 | −11   | 33:43  |
| 20. | Gimnàstic de Tarragona  | 38  | 10 | 8  | 20 | 029:540 | −25   | 28:48  |

Platzierungskriterien: 1. Punkte – 2. Direkter Vergleich (Punkte, Tordifferenz, geschossene Tore) – 3. Tordifferenz – 4. geschossene Tore

| (A) | Absteiger der Saison 1974/75       |
| (N) | Neuaufsteiger der Tercera División |

## Relegation
|                  | Gesamt |                | Hinspiel | Rückspiel |
| ---------------- | ------ | -------------- | -------- | --------- |
| FC Cádiz         | 5:3    | FC Barakaldo   | 3:0      | 2:3       |
| SD Huesca        | 2:3    | UE Sant Andreu | 1:1      | 1:2       |
| Deportivo Alavés | 4:2    | CD Logroñés    | 3:1      | 1:1       |
| FC Terrassa      | 1:1    | AD Almería     | 1:1      | -:- 1     |

Alle Vereine blieben in ihren jeweiligen Ligen.

## Nach der Saison
Aufsteiger in die Primera División
- 01. – Burgos CF
- 02. – Celta Vigo
- 03. – CD Málaga

 Absteiger in die Tercera División
- 17. – Real Murcia
- 18. – CD Ensidesa
- 19. – CA Osasuna
- 20. – Gimnàstic de Tarragona

 Absteiger aus der Primera División
- Real Oviedo
- FC Granada
- Sporting Gijón

 Aufsteiger in die Segunda División
- Getafe Deportivo
- Real Jaén
- UD Levante
- Pontevedra CF